# Karl-Johan Johnsson
Karl-Johan Johnsson, född 28 januari 1990 i Ränneslöv, är en svensk fotbollsmålvakt som spelar för franska Bordeaux.

## Klubbkarriär
Johnsson inledde sin karriär i Ränneslövs GIF. När han var 15 år 2005 började han i Halmstads BK. 2008 fick Johnsson hoppa in i en match i Allsvenskan för Halmstads BK och spelade en halvlek efter att Magnus Bahne skadat sig. 2009 gjorde han sina första matcher från start, totalt tre stycken, och vann dessutom U21-allsvenskan med HBK:s andralag. Säsongen 2010 konkurrerade han om målvaktsplatsen i HBK med Robin Malmkvist och spelade totalt nio matcher i Allsvenskan. Året därpå var han till en början andramålvakt bakom Nauzet Perez, men blev ordinarie efter att denne lämnat klubben tidigt under säsongen.
Den 12 juli 2019 värvades Johnsson av danska FC Köpenhamn, där han skrev på ett fyraårskontrakt. Den 31 augusti 2023 värvades Johnsson av franska Ligue 2-klubben Bordeaux, där han skrev på ett tvåårskontrakt.

## Landslagskarriär
Den 21 augusti 2007 fick Johnsson debutera i juniorlandslaget i en match mot Ukraina (3–3). Han debuterade 2009 i U21-landslaget.
Han blev under 2011 förstamålvakt i U21-landslaget och i januari 2012 fick han debutera i A-landslaget, i en träningslandskamp mot Qatar.